# 村国子虫
村国 子虫（むらくに の こむし）は、奈良時代の官人。姓は連。位階は外従五位下。

## 経歴
村国氏（村国連）の官人である村国志我麻呂が天平3年（731年）に従五位上になったのを最後に『続日本紀』の記録がなくなり、史料の上では子虫は志我麻呂と交代するように現れる。
天平11年（739年）正六位上から外従五位下に叙せられる。天平12年（740年）10月末の藤原広嗣の乱の最中に聖武天皇が突然伊勢国に行幸するが、子虫はこれに従い、11月になって行われた陪従者に対する昇叙に連なって外従五位下に昇った。

## 官歴
『続日本紀』による。
- 時期不詳：正六位上
- 天平11年（739年） 正月13日：外従五位下
- 天平12年（739年） 11月21日：外従五位上